# Land Rover Discovery Sport

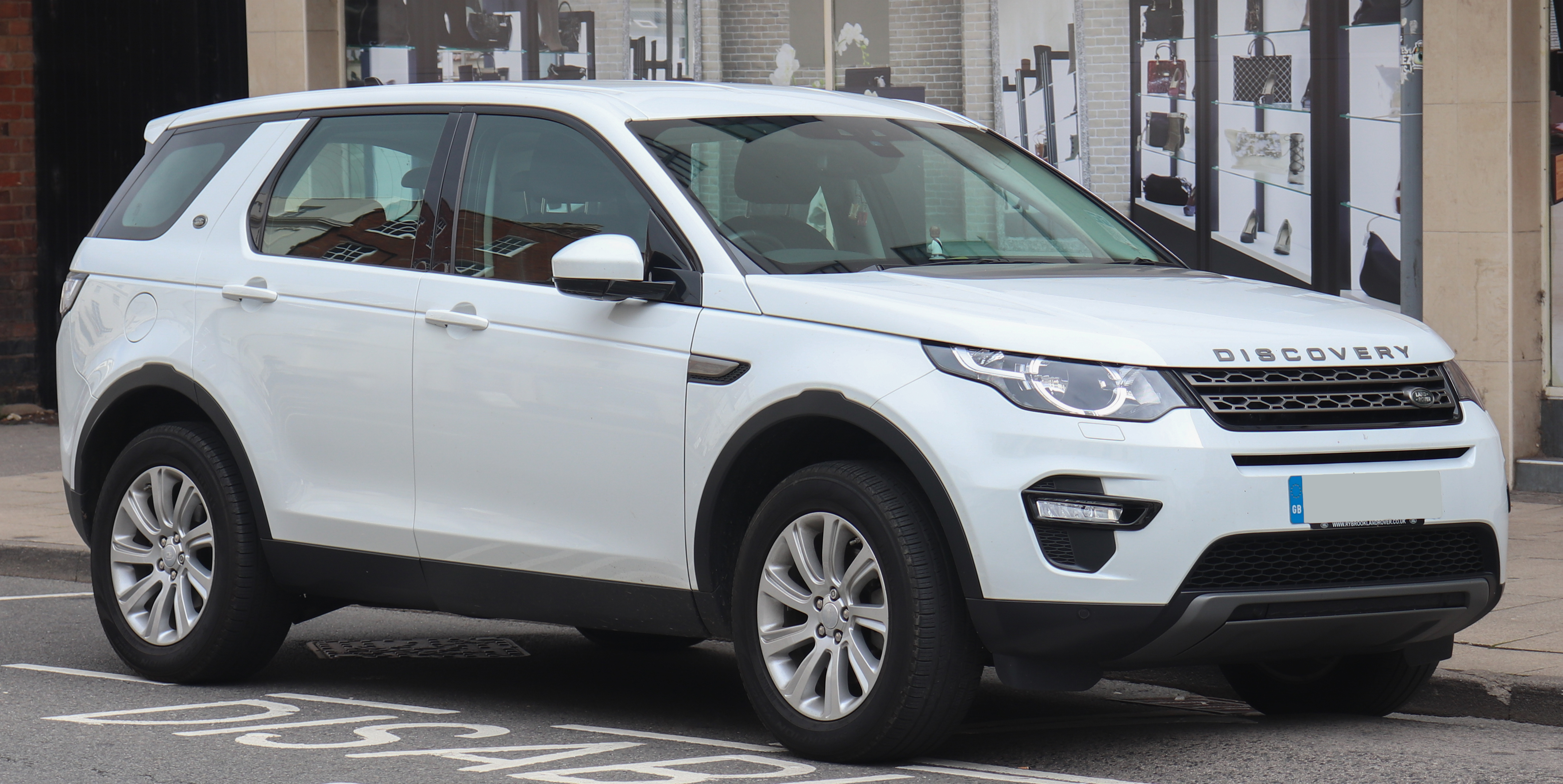
Land Rover Discovery Sport generatie I

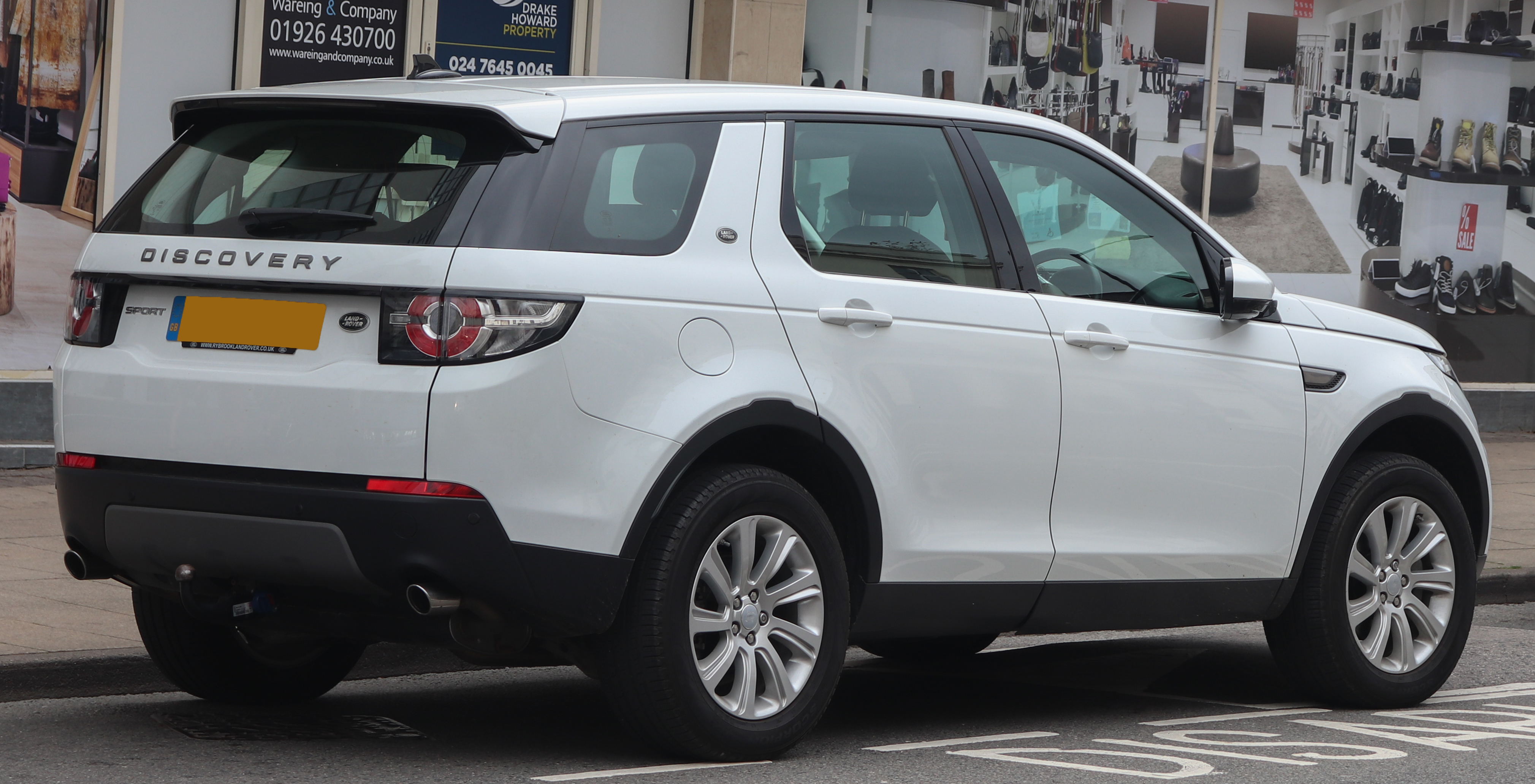
Land Rover Discovery Sport generatie I

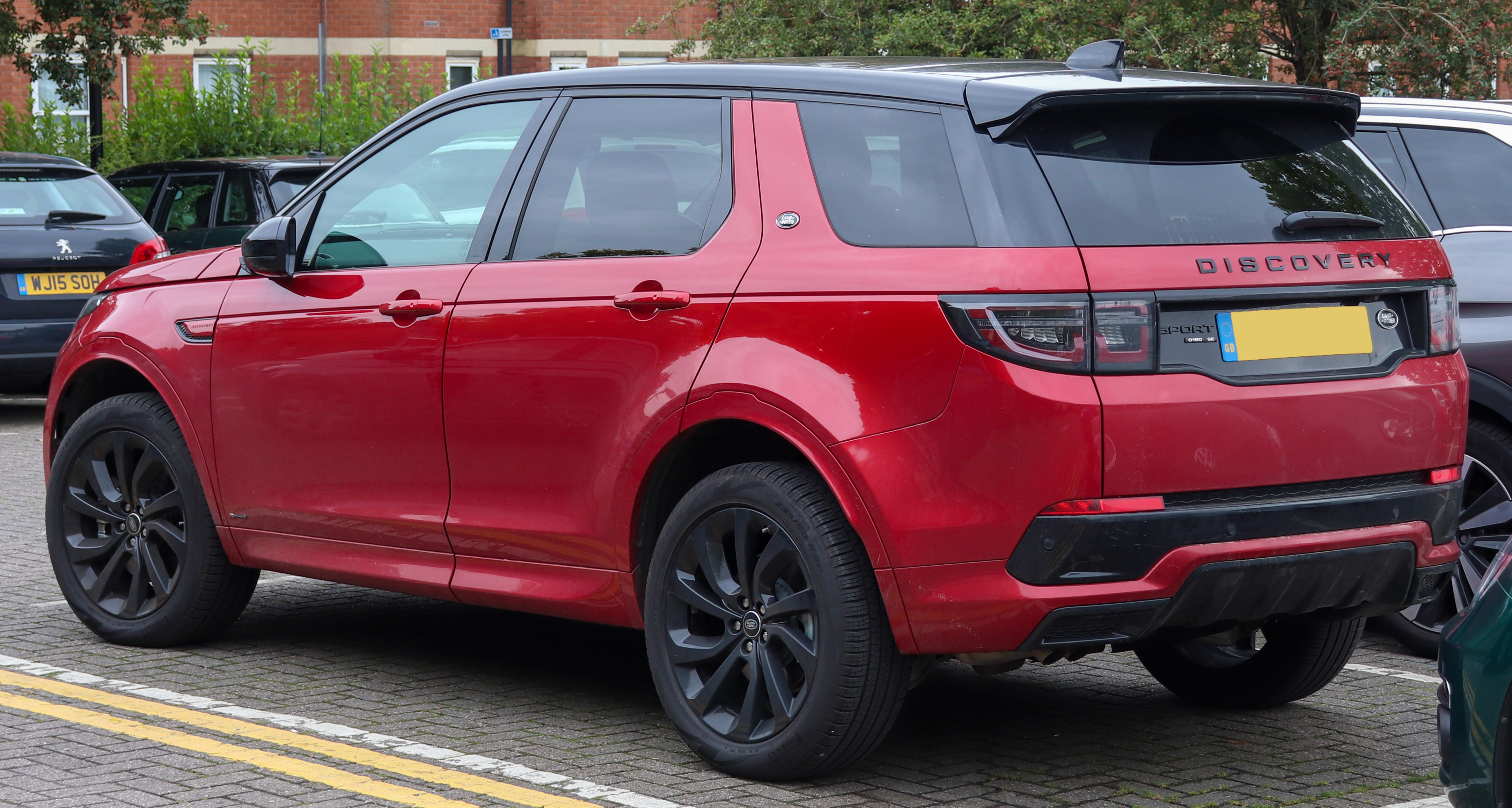
Land Rover Discovery Sport generatie II

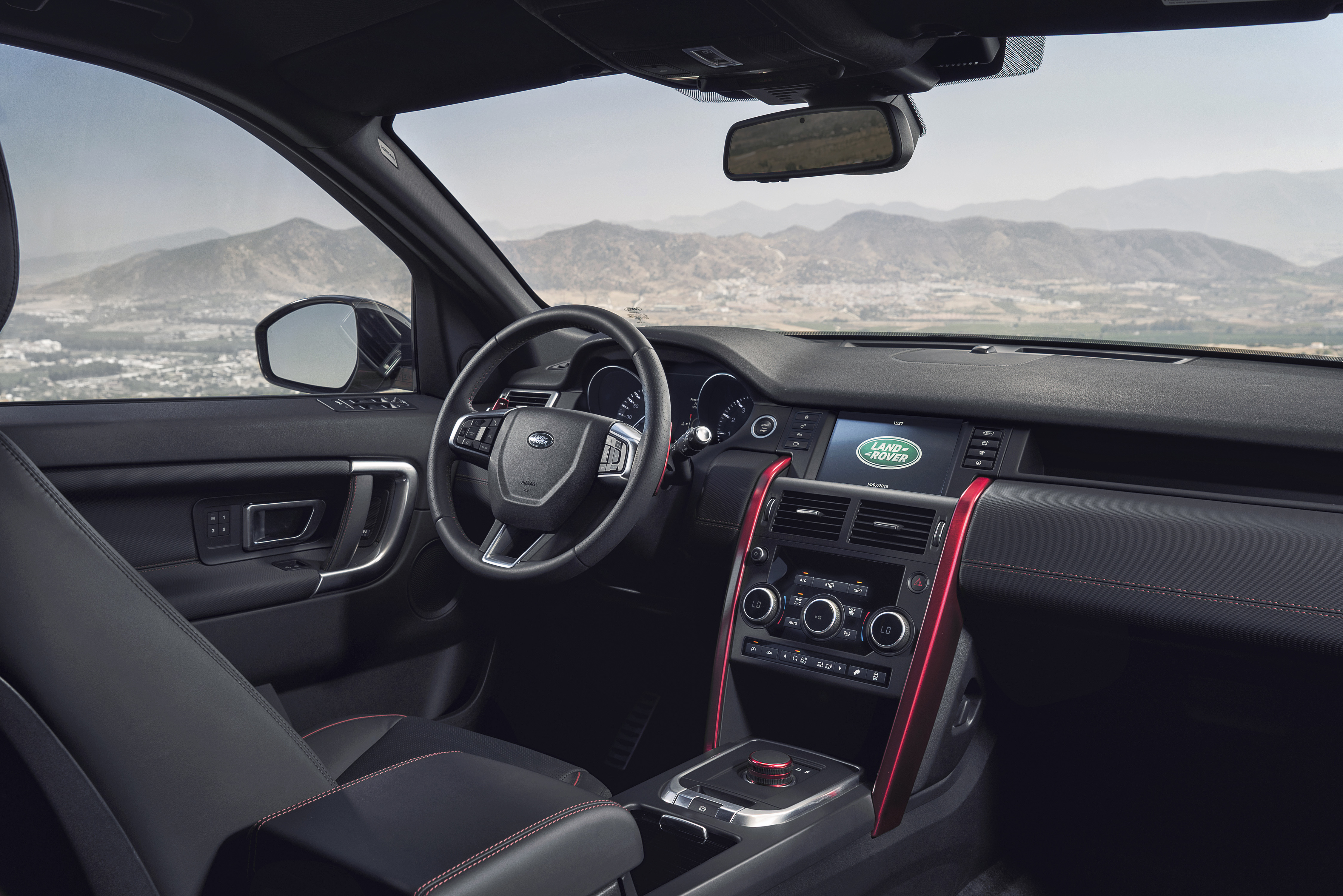
Land Rover Discovery Sport dashboard

De Land Rover Discovery Sport is een vierwielaangedreven SUV geproduceerd door het Britse merk Land Rover. De eerste generatie werd vanaf 2014 geproduceerd en werd vervangen door de tweede generatie Discovery Sport in 2019. 

## Introductie
Land Rover onthulde 3 september 2014 de Discovery Sport op digitale wijze op Spaceport America in New Mexico in de Verenigde Staten. Het ontwerp van de Discovery Sport was gebaseerd op de Land Rover Discovery Vision Concept die eerder op de 2014 New York International Auto Show werd gepresenteerd, en het was tijdens de show dat Land Rover aankondigde dat de Discovery Sport het eerste nieuwe model in de uitgebreide Discovery-familie zou zijn.

## Kenmerken
Het ontwerp van de Discovery Sport is van de hand van Gerry McGovern, ontwerpdirecteur van Jaguar Land Rover, die ook de voorganger van dit model, de Land Rover Freelander, ontworpen heeft. De Discovery Sport wordt net als de Range Rover Evoque, waar de Discovery Sport technisch veel componenten mee deelt, geproduceerd in Halewood. 

## Eerste generatie (2014–2019)
Bij introductie was de Discovery Sport leverbaar met vier benzine- en dieselmotoren met turbo, gekoppeld aan een negentraps automatische versnellingsbak van ZF of een handgeschakelde transmissie met zes versnellingen van Getrag. Voor modeljaar 2018 werden door Jaguar Land Rover zelf ontwikkelde 2,0 liter Ingenium benzine- en dieselmotoren geïntroduceerd ter vervanging van de motoren gebouwd door Ford. Optioneel kon de Discovery Sport worden uitgerust met een 5+2-zits interieurconfiguratie.
| Model   | Cilinderinhoud | Vermogen        | Koppel              | Type                 | Leverperiode      |
| ------- | -------------- | --------------- | ------------------- | -------------------- | ----------------- |
| Benzine |                |                 |                     |                      |                   |
| Si4     | 1999 cm³       | 177 kW (240 pk) | 340 Nm bij 1750 tpm | 4 cilinders, in lijn | 10/2014 - 09/2017 |
| Si4 240 | 1999 cm³       | 177 kW (240 pk) | 340 Nm bij 1250 tpm | 4 cilinders, in lijn | 09/2017 - 05/2019 |
| Si4 290 | 1999 cm³       | 213 kW (290 pk) | 400 Nm bij 1500 tpm | 4 cilinders, in lijn | 09/2017 - 05/2019 |
| Diesel  |                |                 |                     |                      |                   |
| eD4     | 1999 cm³       | 110 kW (150 pk) | 380 Nm bij 1750 tpm | 4 cilinders, in lijn | 10/2014 - 09/2017 |
| TD4     | 2179 cm³       | 110 kW (150 pk) | 380 Nm bij 1750 tpm | 4 cilinders, in lijn | 10/2014 - 05/2015 |
| SD4     | 2179 cm³       | 140 kW (190 pk) | 420 Nm bij 1750 tpm | 4 cilinders, in lijn | 10/2014 - 05/2015 |
| TD4 150 | 1999 cm³       | 110 kW (150 pk) | 380 Nm bij 1750 tpm | 4 cilinders, in lijn | 05/2015 - 05/2019 |
| TD4 180 | 1999 cm³       | 132 kW (180 pk) | 430 Nm bij 1750 tpm | 4 cilinders, in lijn | 05/2015 - 05/2019 |
| SD4 240 | 1999 cm³       | 177 kW (240 pk) | 500 Nm bij 1500 tpm | 4 cilinders, in lijn | 05/2015 - 05/2019 |

## Tweede generatie (2019–heden)
In mei 2019 werd de Discovery Sport grondig aangepast. Zowel het exterieur als interieur werd gemoderniseerd. Voor de tweede generatie koos Land Rover voor het dan nieuwe Premium Transverse Architecture-platform (PTA) als basis, werd de carrosserie 13% stijver gemaakt en werd enige maanden later ook een PHEV-aandrijflijn met een driecilinder benzinemotor aan het motorengamma toegevoegd.
| Model                 | Cilinderinhoud | Vermogen        | Koppel              | Type                 | Leverperiode      |
| --------------------- | -------------- | --------------- | ------------------- | -------------------- | ----------------- |
| Benzine               |                |                 |                     |                      |                   |
| P200                  | 1997 cm³       | 147 kW (200 pk) | 320 Nm bij 1250 tpm | 4 cilinders, in lijn | 05/2019 - heden   |
| P250                  | 1997 cm³       | 183 kW (249 pk) | 365 Nm bij 1400 tpm | 4 cilinders, in lijn | 05/2019 - heden   |
| P290                  | 1997 cm³       | 213 kW (290 pk) | 365 Nm bij 1400 tpm | 4 cilinders, in lijn | 09/2020 - heden   |
| P300e plug-in hybride | 1497 cm³       | 227 kW (309 pk) | 540 Nm bij 2000 tpm | 3 cilinders, in lijn | 01/2020 - heden   |
| Diesel                |                |                 |                     |                      |                   |
| D150                  | 1999 cm³       | 110 kW (150 pk) | 380 Nm bij 1750 tpm | 4 cilinders, in lijn | 05/2019 - 09/2020 |
| D165                  | 1997 cm³       | 120 kW (163 pk) | 380 Nm bij 1500 tpm | 4 cilinders, in lijn | 09/2020 - heden   |
| D180                  | 1999 cm³       | 132 kW (180 pk) | 430 Nm bij 1500 tpm | 4 cilinders, in lijn | 05/2019 - 09/2020 |
| D200                  | 1997 cm³       | 150 kW (204 pk) | 430 Nm bij 1750 tpm | 4 cilinders, in lijn | 09/2020 - 01/2022 |
| D240                  | 1999 cm³       | 177 kW (240 pk) | 500 Nm bij 1500 tpm | 4 cilinders, in lijn | 05/2019 - 09/2020 |

In productie:
Defender ·
Discovery Sport ·
Discovery ·
Range Rover Evoque ·
Range Rover Velar ·
Range Rover Sport ·
Range Rover
Niet meer in productie:
Series 1 ·
Series 2 ·
Series 3 ·
Freelander ·
Defender